# エペ (駆逐艦)
エペ(Epée)は、1930年代後半にフランス海軍で建造された12隻のル・アルディ級駆逐艦のうちの1隻である。同艦は1940年半ばのフランスの戦いの間に完成し、最初の任務は、フランスがドイツと休戦協定を結ぶわずか数日前に、未完成の戦艦をフランス領モロッコまで護衛することだった。9月のイギリスのダカール攻撃後、イギリス船への攻撃を命じられた4隻の駆逐艦の1隻となったが、イギリス駆逐艦との決戦は決着がつかなかった。エペは、イギリスが7月にフランス領アルジェリアのメルス・エル・ケビールを攻撃した際に損害を受けた戦艦の1隻を護衛し、11月にフランスに帰還させた。1941年5月には再びフランス領モロッコに転属し、10月まで輸送船団の護衛任務に就いた。
1942年11月、連合軍がフランス領北アフリカに上陸した後、ドイツ軍がヴィシー・フランスを占領し、フランス艦隊を奪おうとしたとき、エペは捕獲を防ぐために自沈した船のひとつだった。1943年にレジア・マリーナ（イタリア海軍）によって引き揚げられたが、連合軍の爆撃機によって再び沈没。1945年に引き上げられ、その後スクラップになった。

## 設計と概要
ル・アルディ級は、ダンケルク級の高速戦艦を護衛し、イタリアのナヴィガトーリ級や日本の吹雪型の大型駆逐艦に対抗するために設計された。全長117.2メートル（384フィート6インチ）、全幅11.1メートル（36フィート5インチ)、喫水3.8メートル（12フィート6インチ）である。標準時の排水量は1,800トン（1,772ロングトン）、満載排水量は2,577トン（2,536ロングトン）であった。4基のスラル・ペンヘート強制循環ボイラーから供給される蒸気を使い、2基のギア付き蒸気タービンでそれぞれ1本のプロペラシャフトを駆動した。タービンの出力は58,000メートル馬力（42,659kW、57,207馬力）で、最大速力は37ノット（時速69km、43マイル）だった。1939年11月6日、このクラスで唯一海上公試を行ったル・アルディは、この速度を余裕で上回り、60,450メートル馬力（44,461kW；59,623馬力）で最高速度39.1ノット（72.4km/h；45.0マイル）を記録した。470トン（463トン）の重油を積んでいたため、航続距離は10ノット（時速19km）で航続距離は3,100海里（5,700km、3,600マイル）であった。乗組員は10人の士官と177人の下士官で構成されていた。
ル・アルディ級艦の主兵装は、3連装のカノン・ド130 mmモデル1932砲6基（1基は前部、1基は上部構造物後部の砲塔の上）であった。対空（AA）兵装は、37 mm AA砲の連装マウント1基と、ホッチキス13.2 mm対空機関砲の連装マウント2基で構成されていた。550ミリ魚雷発射管は3連装1基と2連装2基を搭載し、すべて水上にあった。艦尾には爆雷投射機が1基内蔵され、200キログラム（440ポンド）の爆雷8発が収納された。艦尾の反対側には対潜魚雷「ジノッキオ」の取扱装置が設置されていたが、艦が完成する前に撤去された。

### 改造
1941年末から1942年初頭にかけて、双発のホッチキス機関砲はクォーター・デックに再配置され、その代わりに艦橋前部に25ミリ（1インチ）ホッチキス単三機関砲用の一対の単装砲架が設置された。加えて、ブローニング13.2ミリAA機関砲用の一対の単装砲架が後部超火力砲塔側面のプラットフォーム上に追加された。

## 建造と艦歴
1935年12月31日に発注されたエペは、1936年10月15日にボルドーのフォルジュ・エ・シャンティエ・ド・ラ・ジロンド造船所で起工された。1938年10月26日に進水し、1940年6月14日に就役した。その5日後、姉妹艦のル・アルディとマメルーキとともに、未完成の戦艦ジャン・バールをサン・ナゼールからフランス領モロッコのカサブランカまで護衛し、3日後にカサブランカに到着した。7月28日、エペとル・アルディはフランス領西アフリカのダカールに向けて出航し、エペは9月10日にカサブランカに帰着した。9月にイギリスがダカールを攻撃した後、エペとその姉妹艦フルーレは、駆逐艦フグーとフロンデルとともに、報復としてジブラルタル海峡のイギリス船舶を攻撃するよう命じられた。遭遇したのは正体不明のイギリス駆逐艦1隻だけで、合計14発しか発射しなかったエペの艦砲はすべて故障した。イギリスとの緊張が高まる中、エペと駆逐艦カスクは、1940年10月16日から18日にかけてロットと潜水艦がオランからカサブランカに向かう航海の間、ジブラルタル海峡でタンカーロットと潜水艦レスポアール、モンジ、ペガース、ヴァンジュールを護衛した。

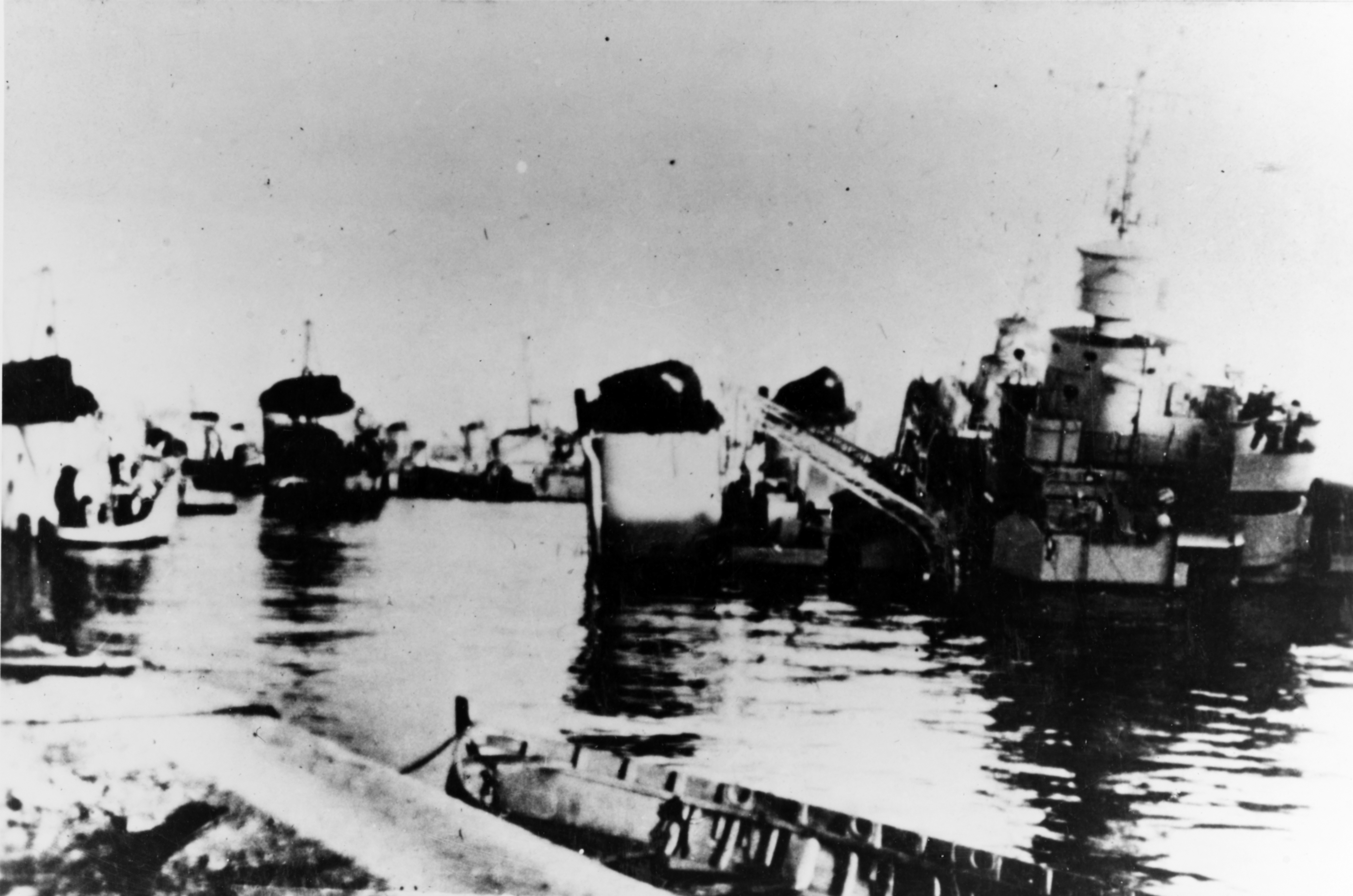
1942年11月27日、トゥーロンで自沈したラドロア（前方）とその後方の大型駆逐艦ヴォルタ(後方)

翌月、ル・アルディ級5隻は、7月のイギリスによるアルジェリアのメルス・エル・ケビル攻撃で損害を受けた戦艦プロヴァンスをトゥーロンまで護衛するため、オランへの派遣を命じられ、エペは11月5日にトゥーロンに到着した。翌日出発し、2日後にトゥーロンに到着したが、その時点で艦は予備艦に格下げされた。1941年3月29日、エペは、1940年のフランスの戦いで撃沈された同名の駆逐艦を記念してラドロアと改名された。5月8日に輸送船団護衛任務のためモロッコに転属し、10月4日にトゥーロンに帰港した。11月1日、ラドロア、ル・アルディ、マメルーキからなる第10DT（駆逐艦師団）は、公艦隊に配属された。1942年11月27日、ナチス・ドイツ軍がトゥーロンでフランス艦船を無傷で拿捕しようとしたとき、ラドロアは乗組員によって自沈させられた。イタリアは1943年4月20日に艦を引き上げ、FR33として再指定したが、1943年11月24日と1944年2月4日の連合軍の空襲で大損害を受け、1945年9月に再浮揚され、解体された。